# Bestune
Bestune (кит. 一汽奔腾; пиньинь Yīqì Bēnténg) — суббренд компании FAW, основанный в 2006 году. До 2018 года носил название Besturn.

## История
Первой моделью компании стала Besturn B70 на базе Mazda 6. Вторая модель, Besturn B50, дебютировала в 2009 году. Она же стала первой моделью бренда Besturn, продаваемой на российском рынке.
В 2012 году компания Besturn начала продавать автомобили в России. Дебют первой модели состоялся на Московском автосалоне. В 2015 году сообщалось о создании совместного предприятия с Автотором в целях производства Besturn X80. Производство Besturn X80 началось в России в апреле 2017 года. Также было объявлено, что к 2018 году компания Besturn будет продавать ещё 2-3 модели.
В конце 2018 года компания сменила своё название на Bestune.

## Продукция

### Выпускаемые модели
- Bestune M9 (2023 — настоящее время) — минивэн
- Bestune B70 (2006 — настоящее время) — среднеразмерный седан
- Bestune B70S (2022 — настоящее время) — компактный кроссовер
- Bestune T99 (2019 — настоящее время) — среднеразмерный кроссовер
- Bestune T90 (2023 — настоящее время) — среднеразмерный кроссовер
- Bestune T77 (2018 — настоящее время) — компактный кроссовер
- Bestune T55 (2021 — настоящее время) — компактный кроссовер
- Bestune T33 (2019 — настоящее время) — малолитражный кроссовер
- Bestune E01 (2021 — настоящее время) — компактный электромобиль-кроссовер
- Bestune NAT (E05) (2021 — настоящее время) — электромобиль-минивэн
- Bestune Pony (2023 — настоящее время) — городской автомобиль

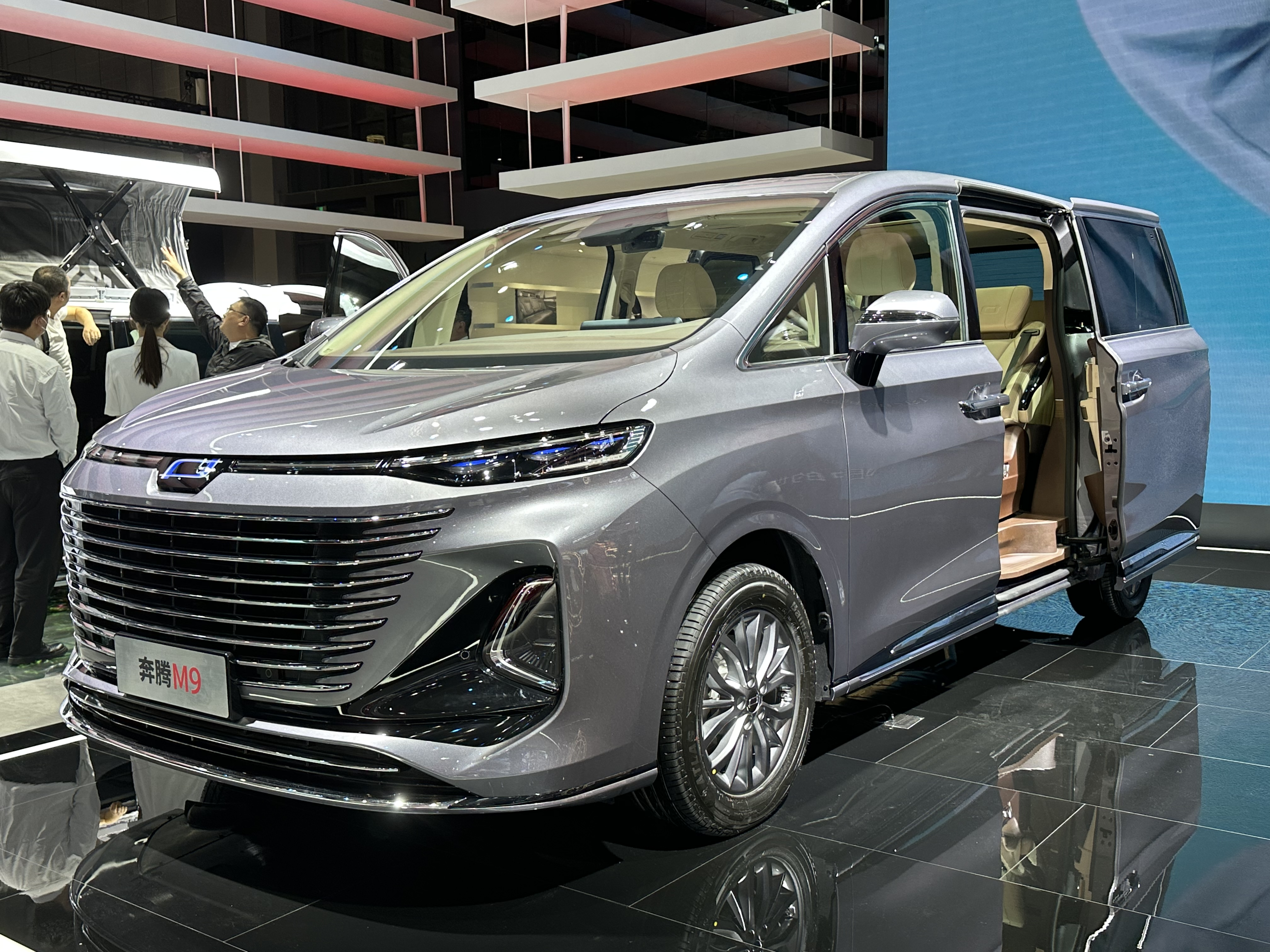
Bestune M9
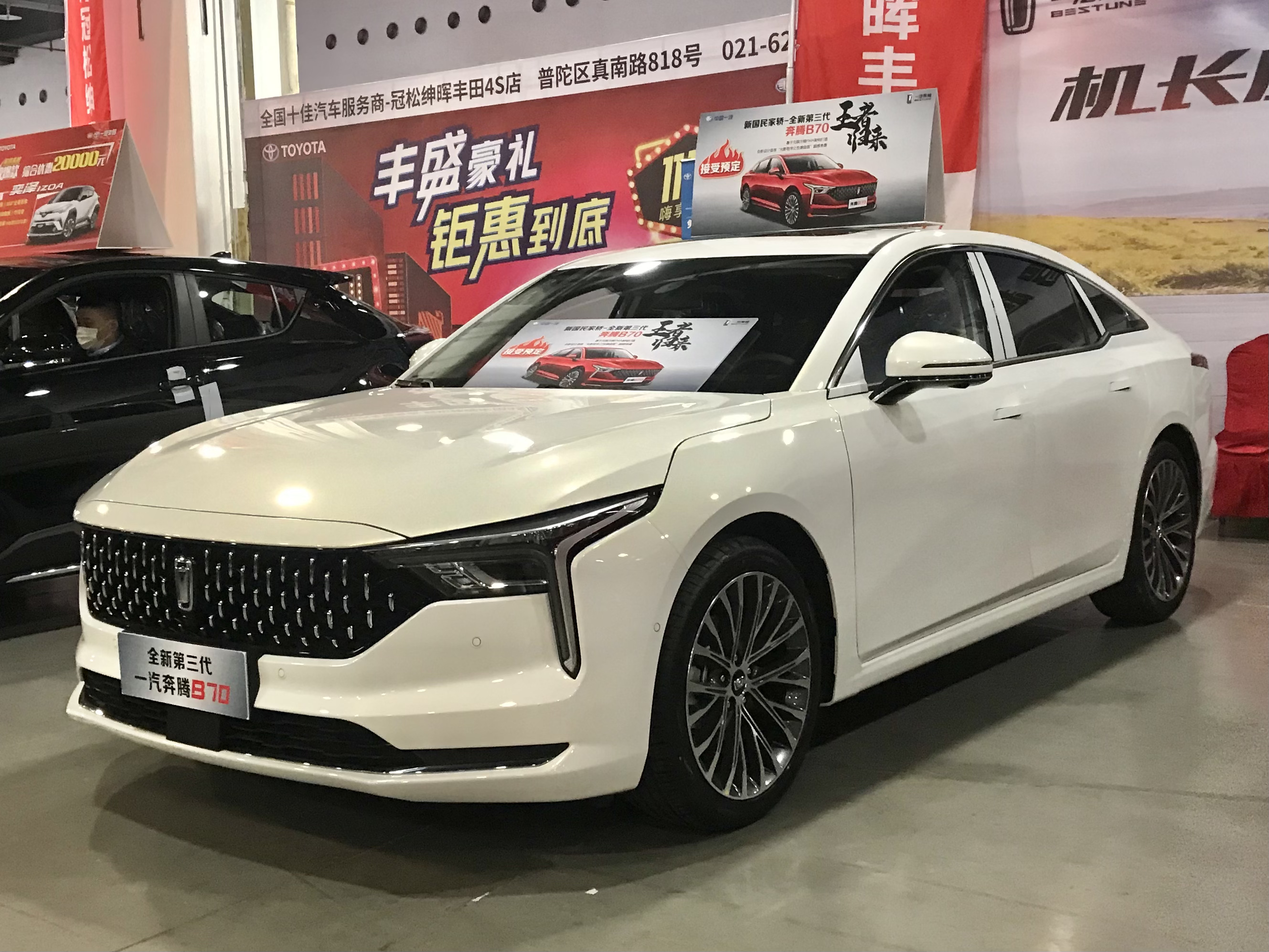
Bestune B70
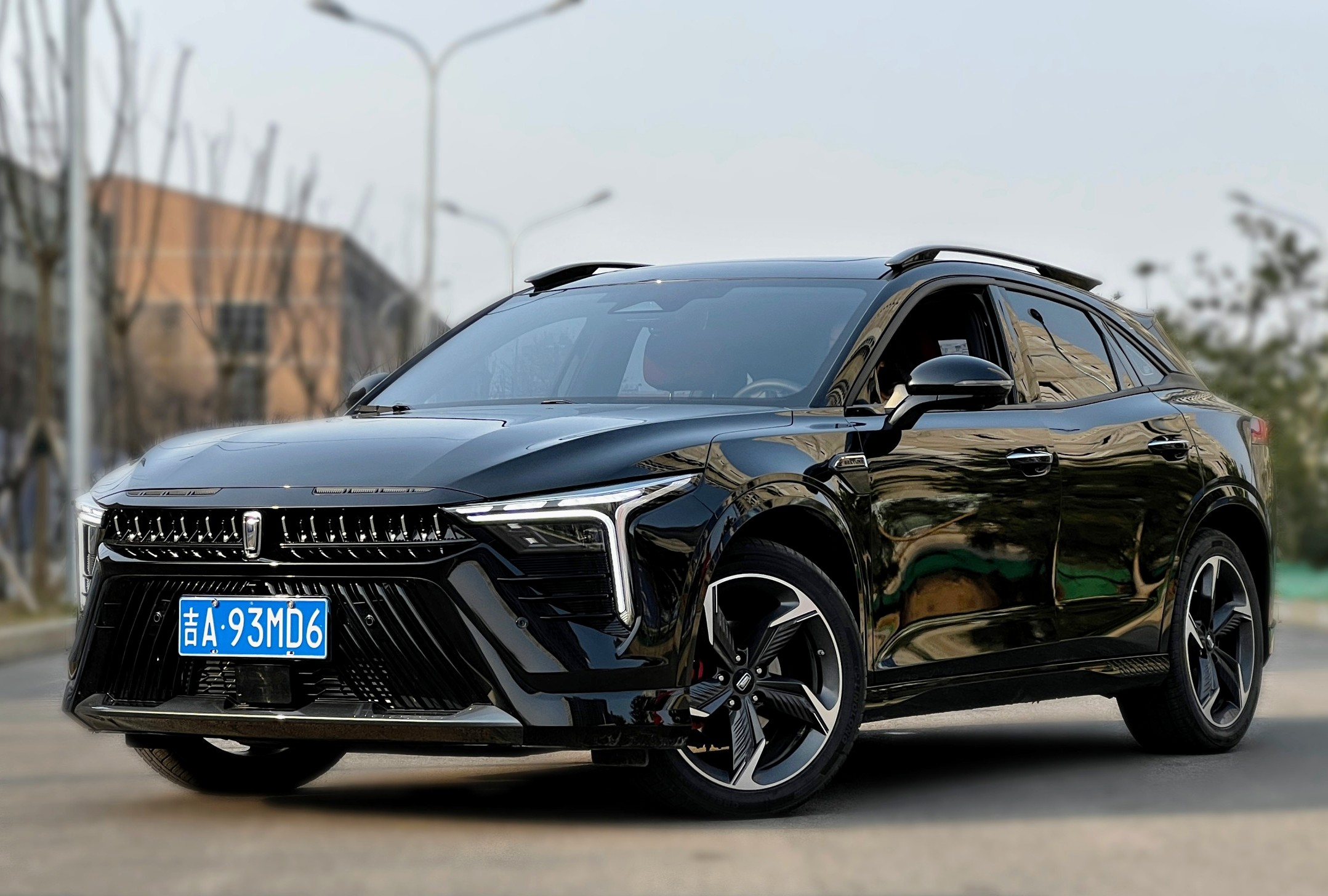
Bestune B70S
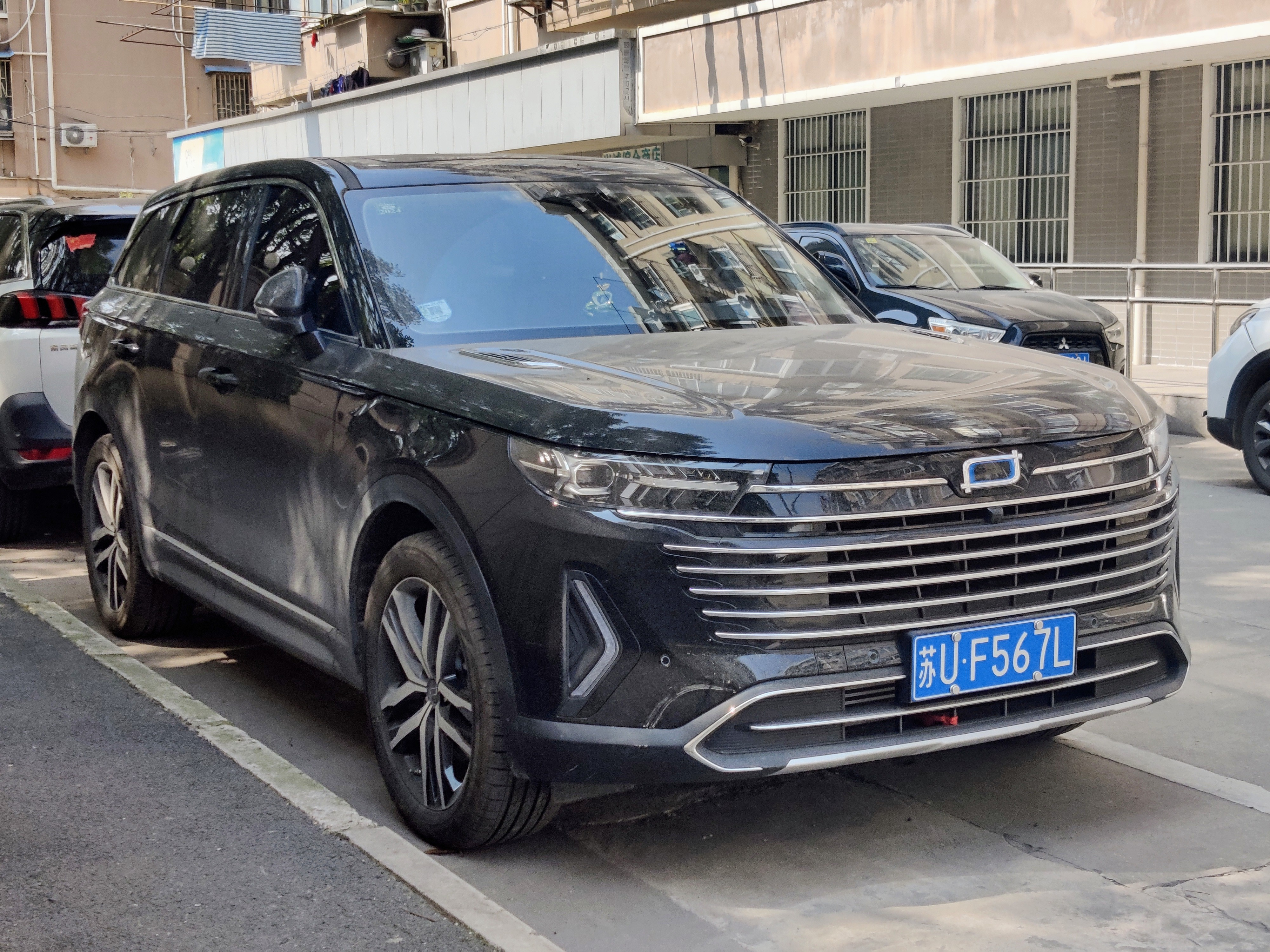
Bestune T99
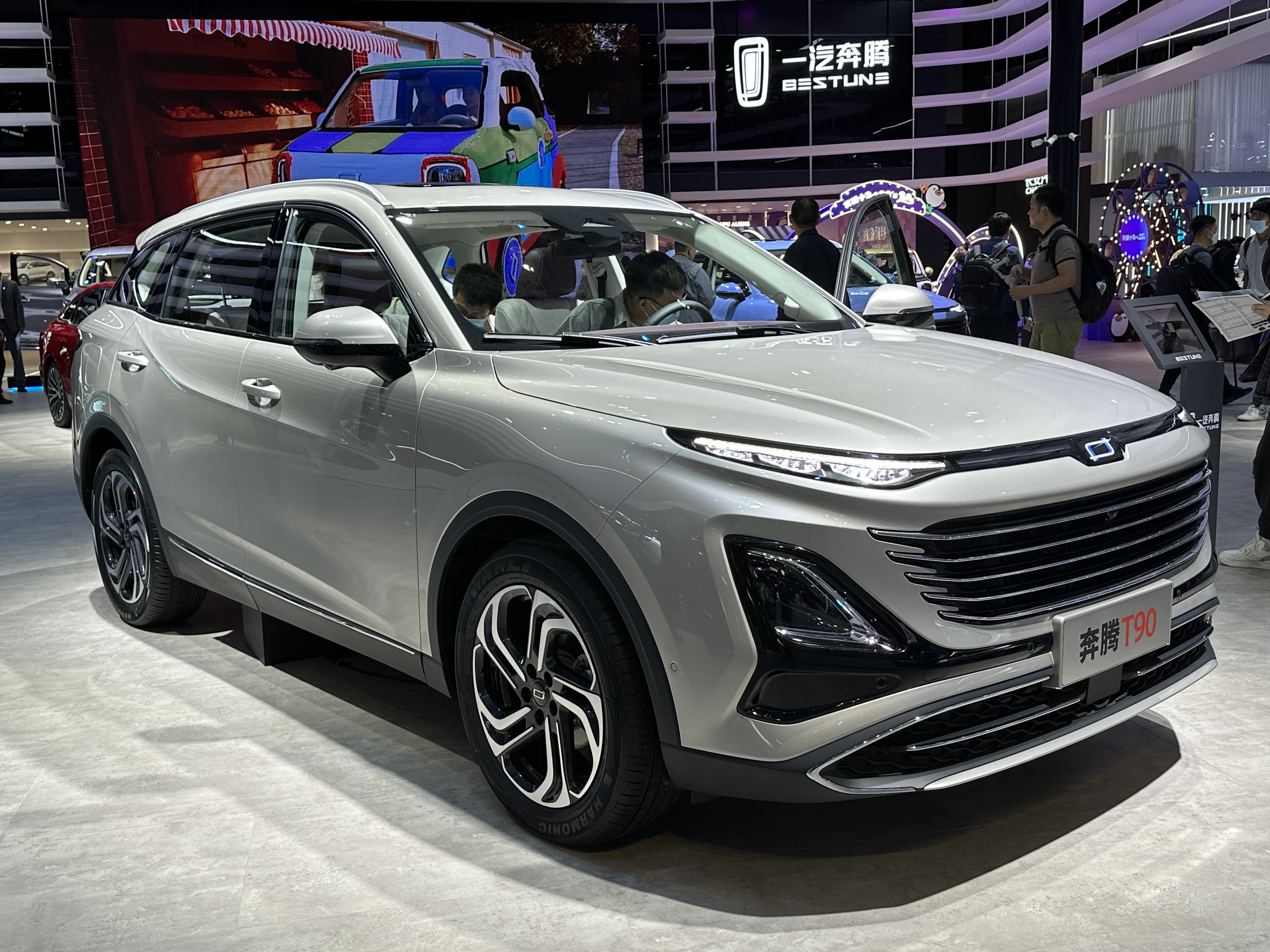
Bestune T90
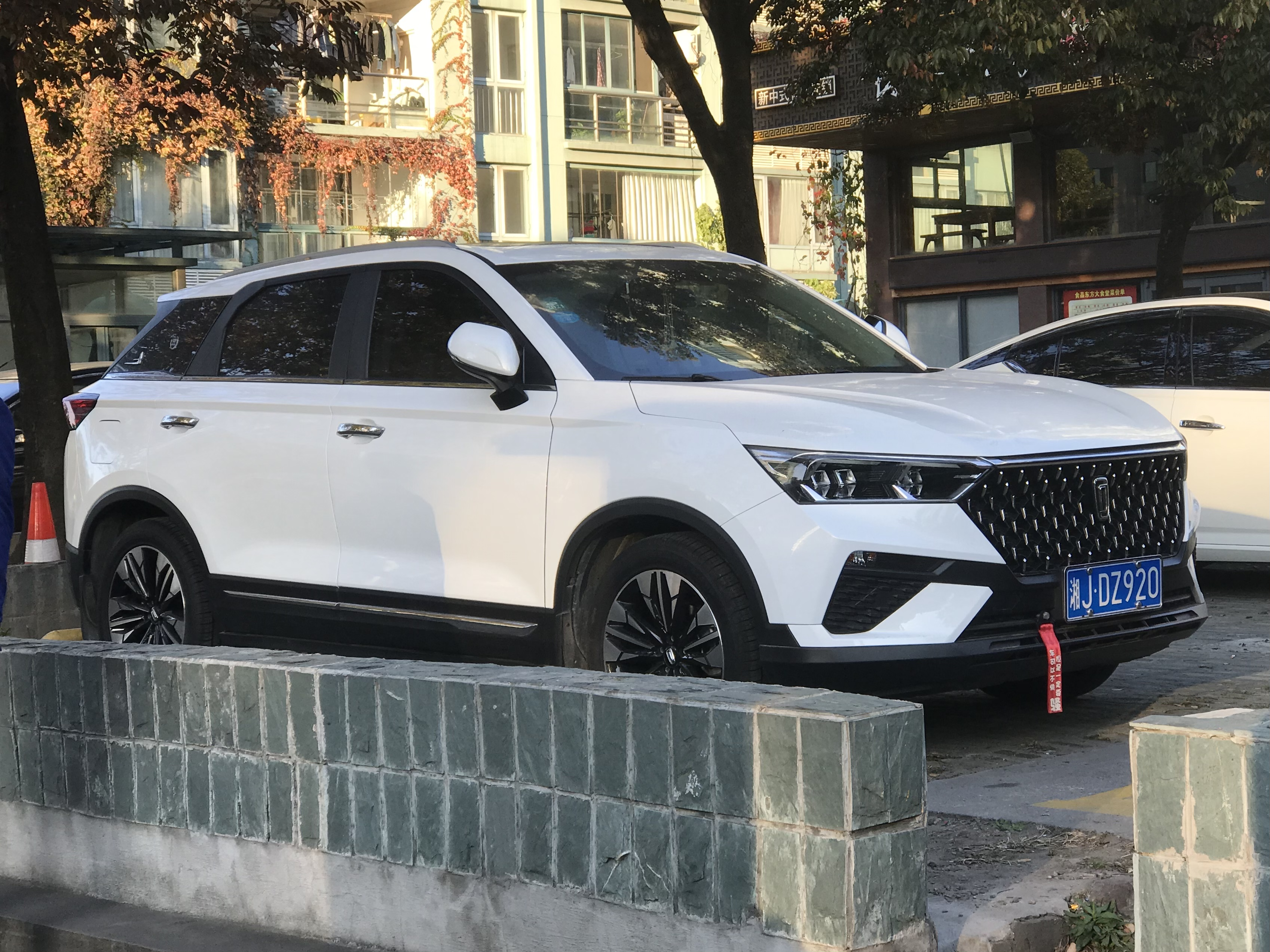
Bestune T77
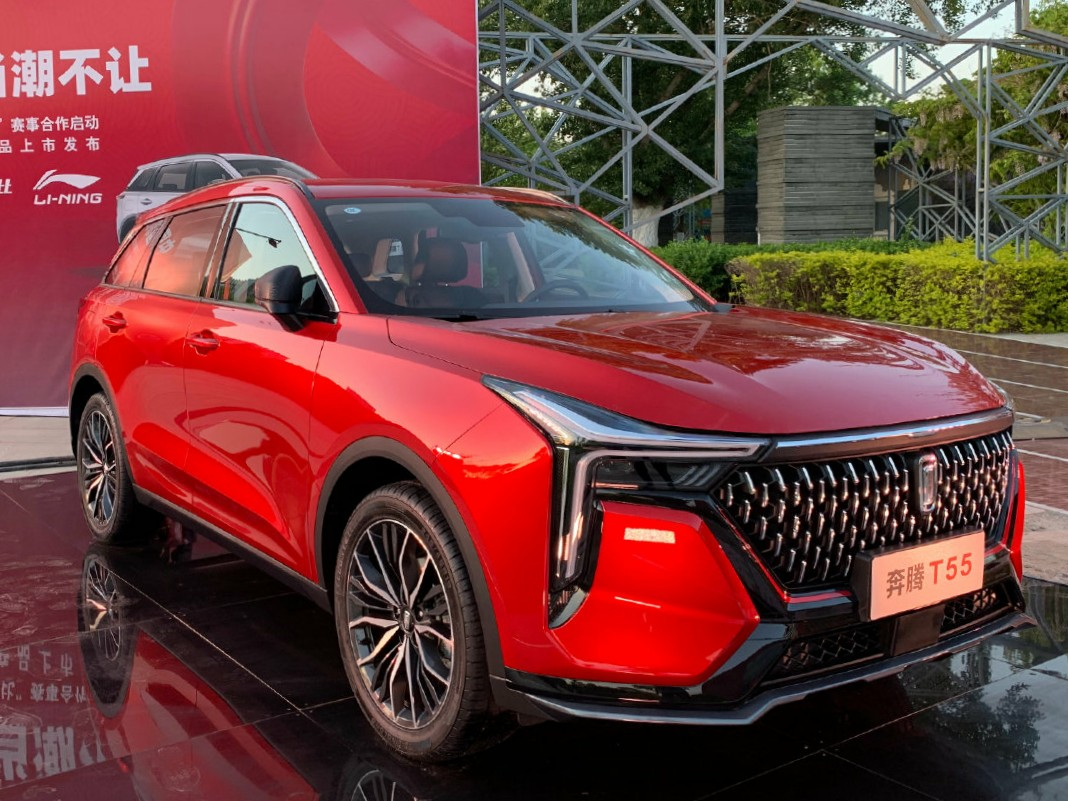
Bestune T55
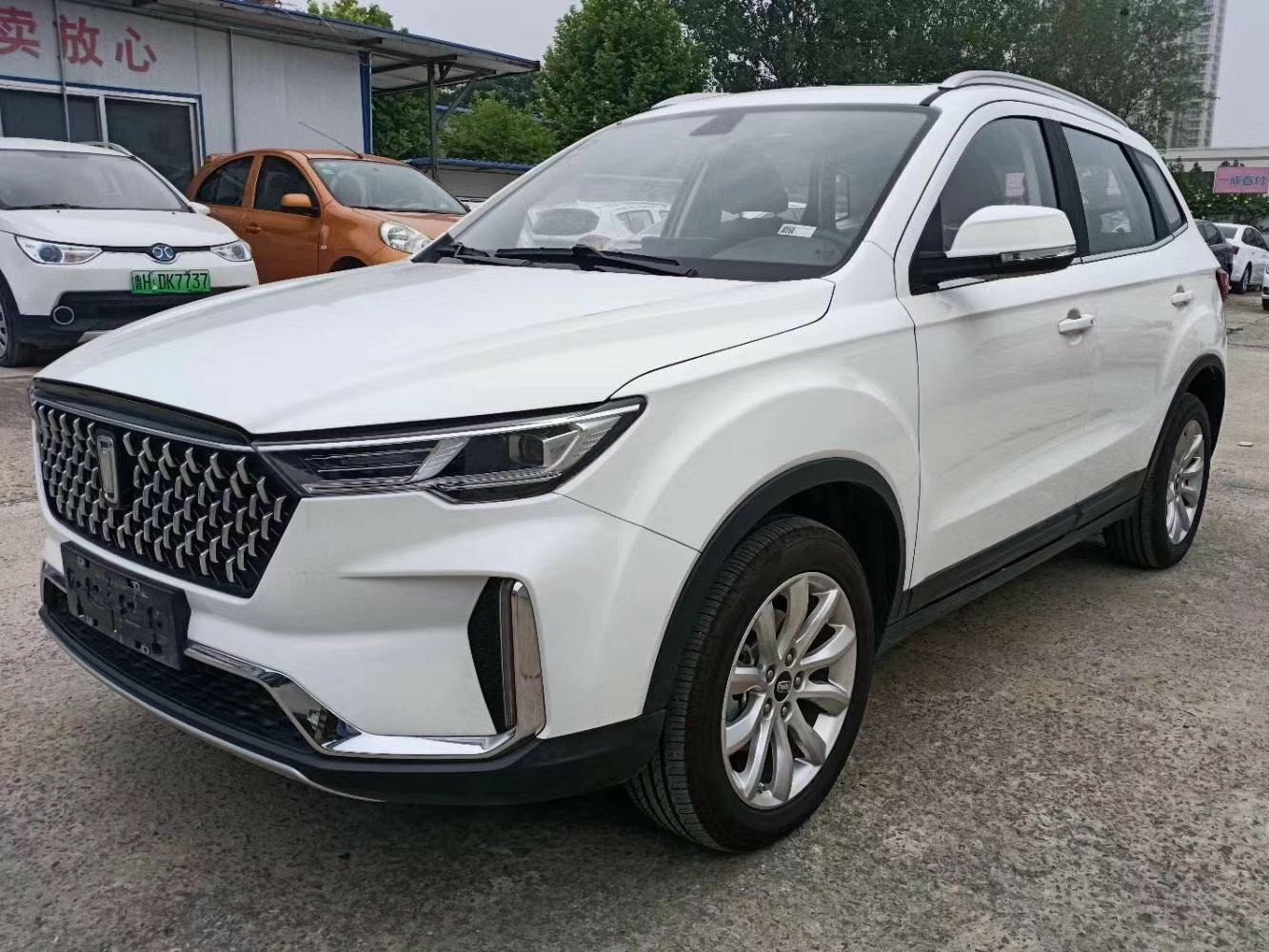
Bestune T33
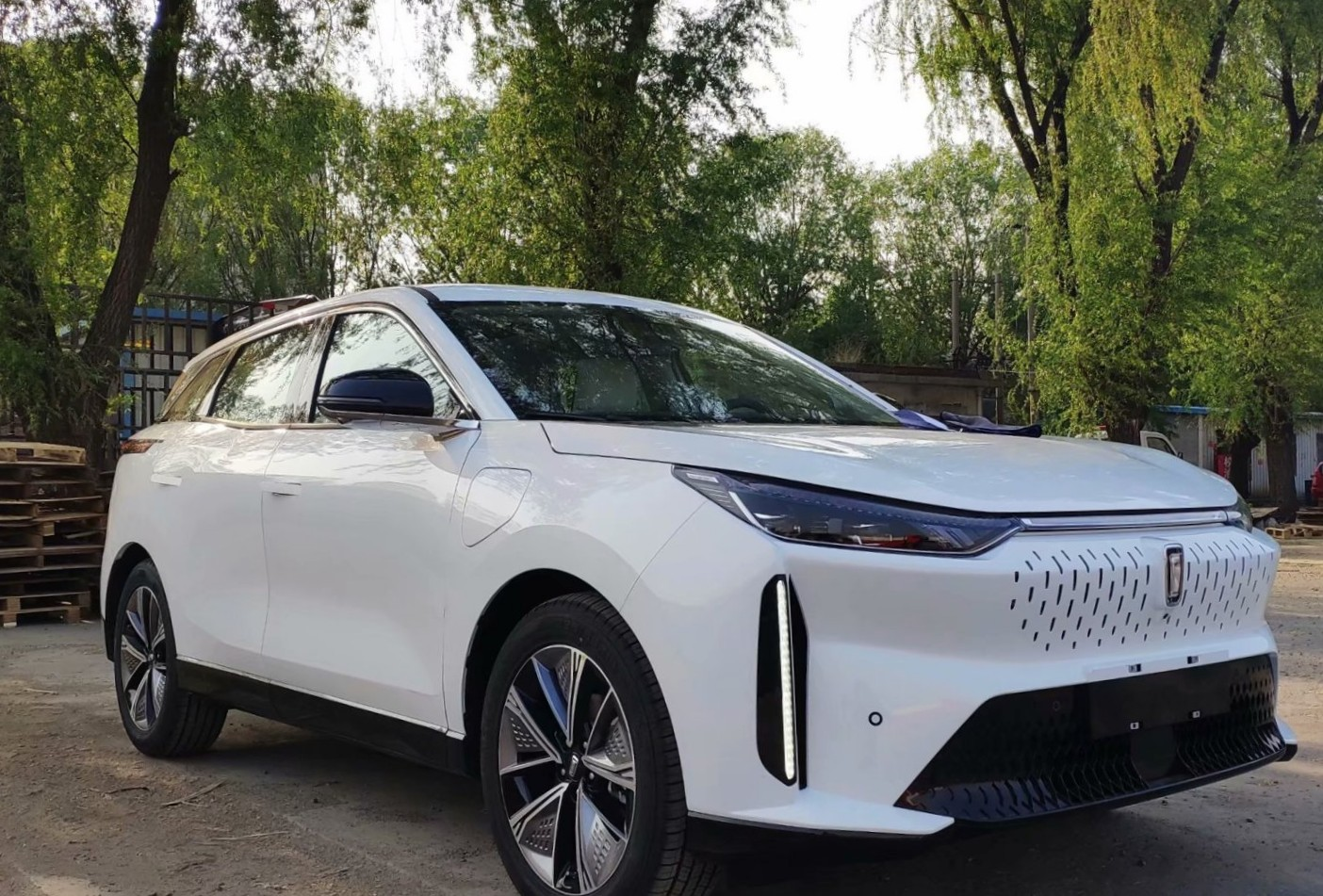
Bestune E01
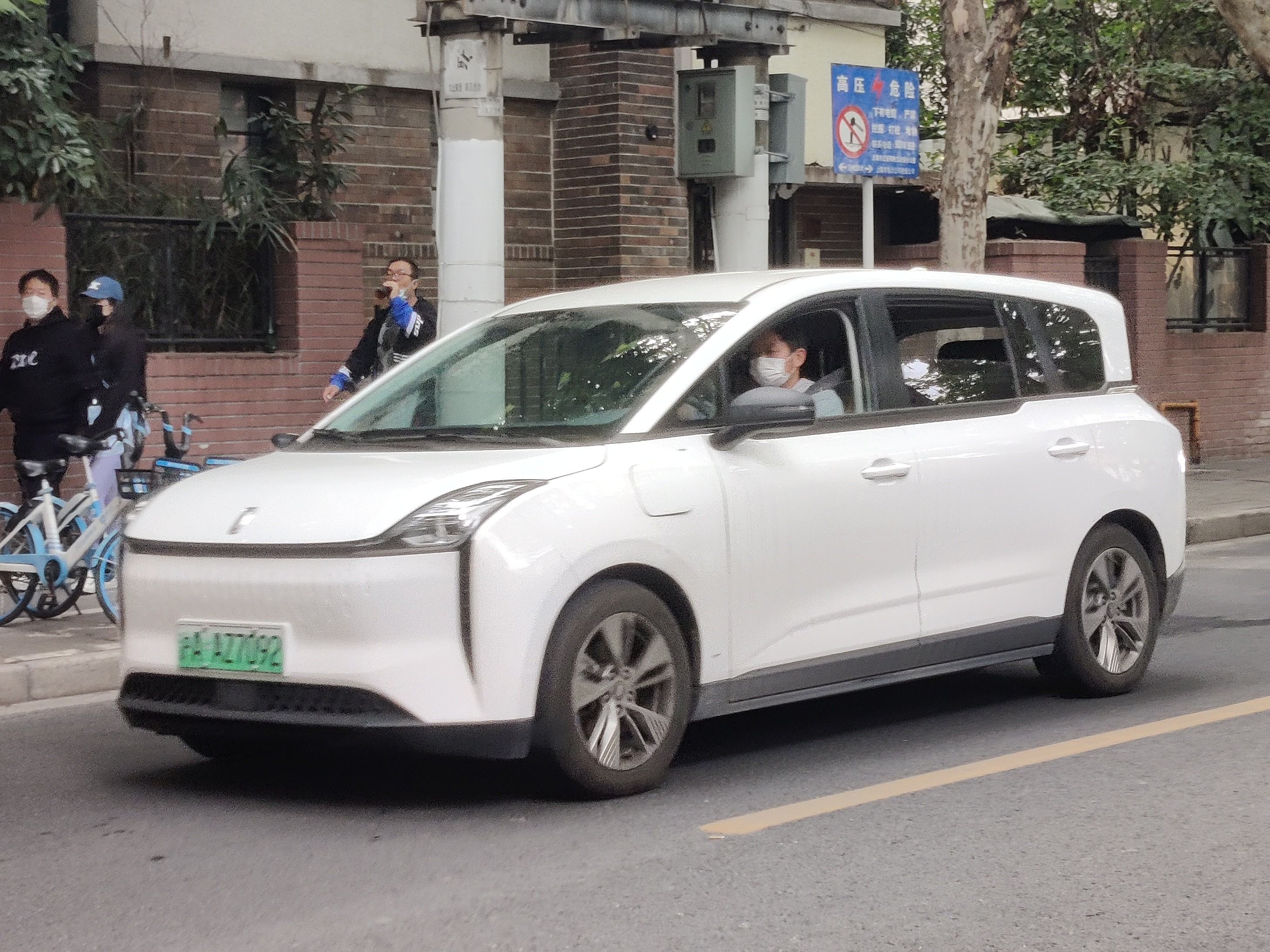
Bestune NAT
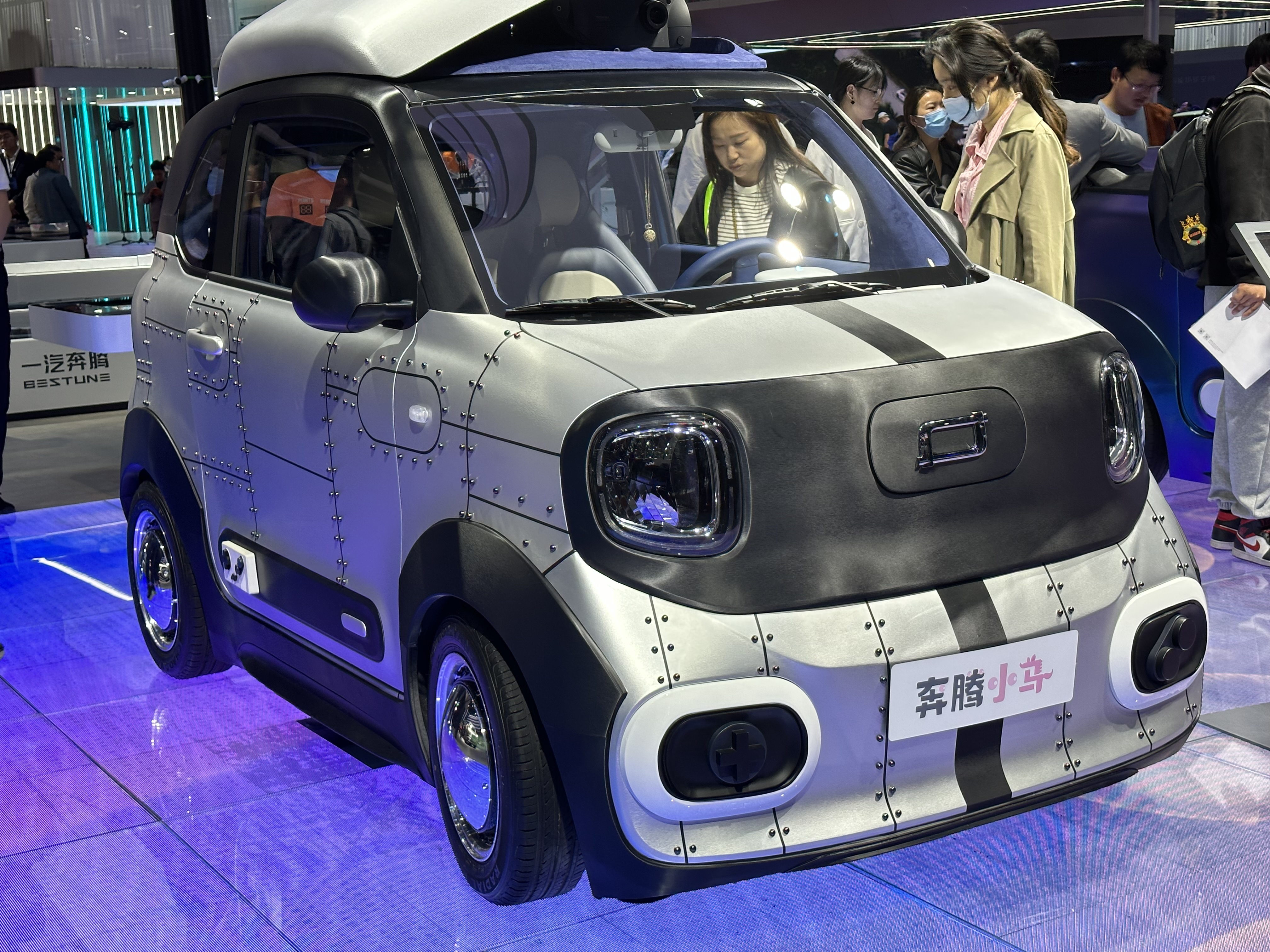
Bestune Pony

### Модели, снятые с производства
- Bestune B30 (2015—2020) — субкомпактный седан
- Bestune B50 (2009—2019) — компактный седан
- Bestune B90 (2012—2017) — среднеразмерный седан
- Bestune X40 (2016—2019) — субкомпактный кроссовер
- Bestune X80 (2013—2020) — компактный кроссовер

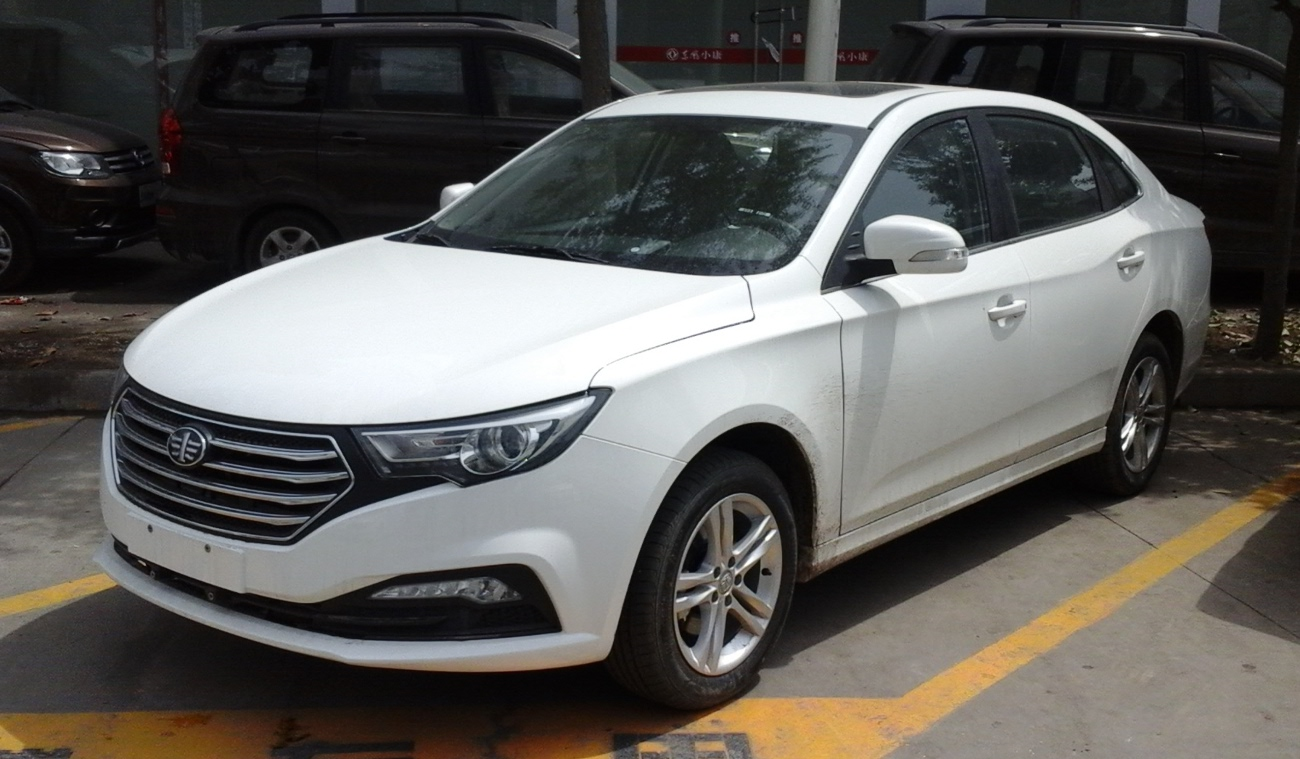
Bestune B30
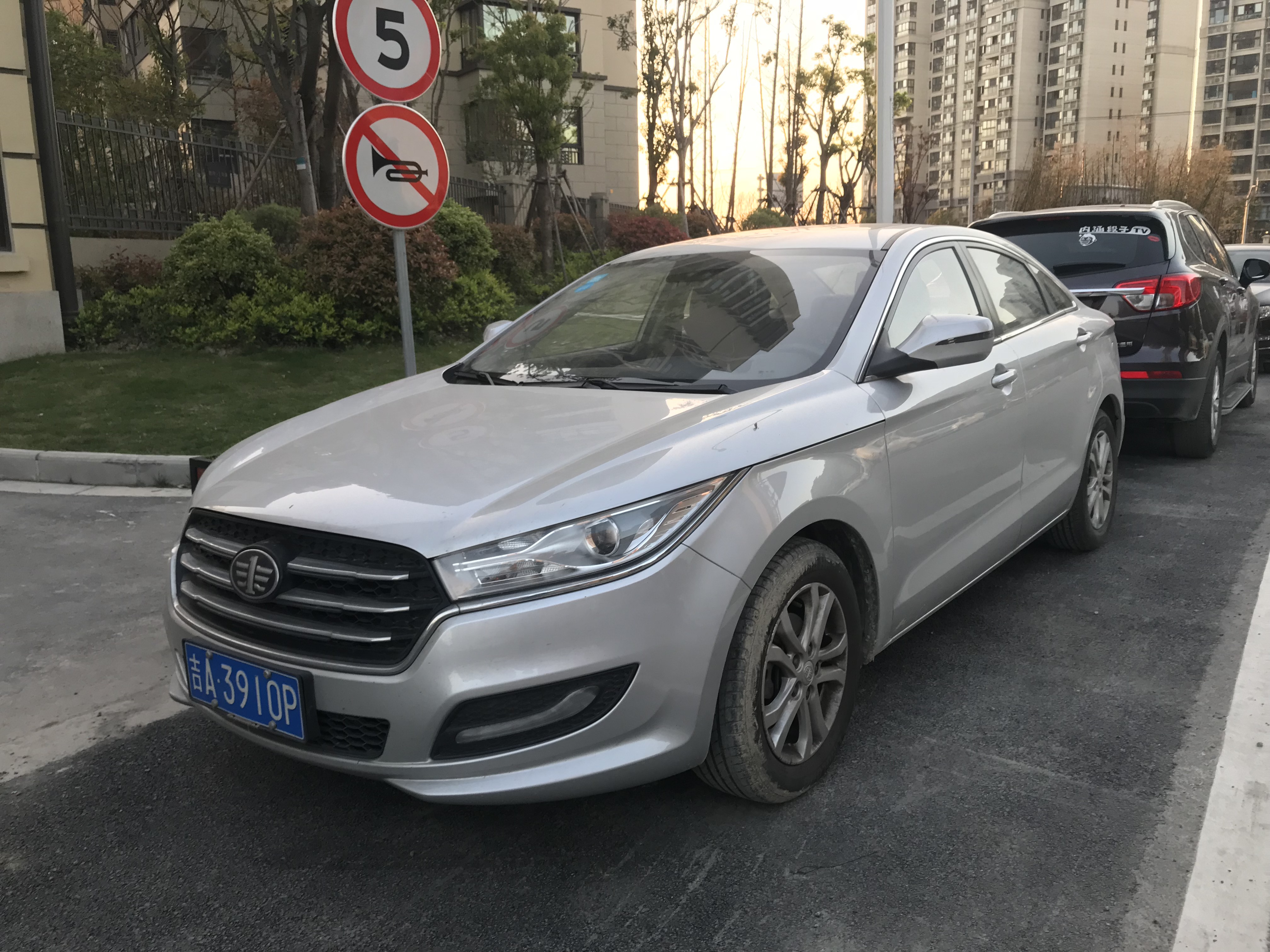
Bestune B50
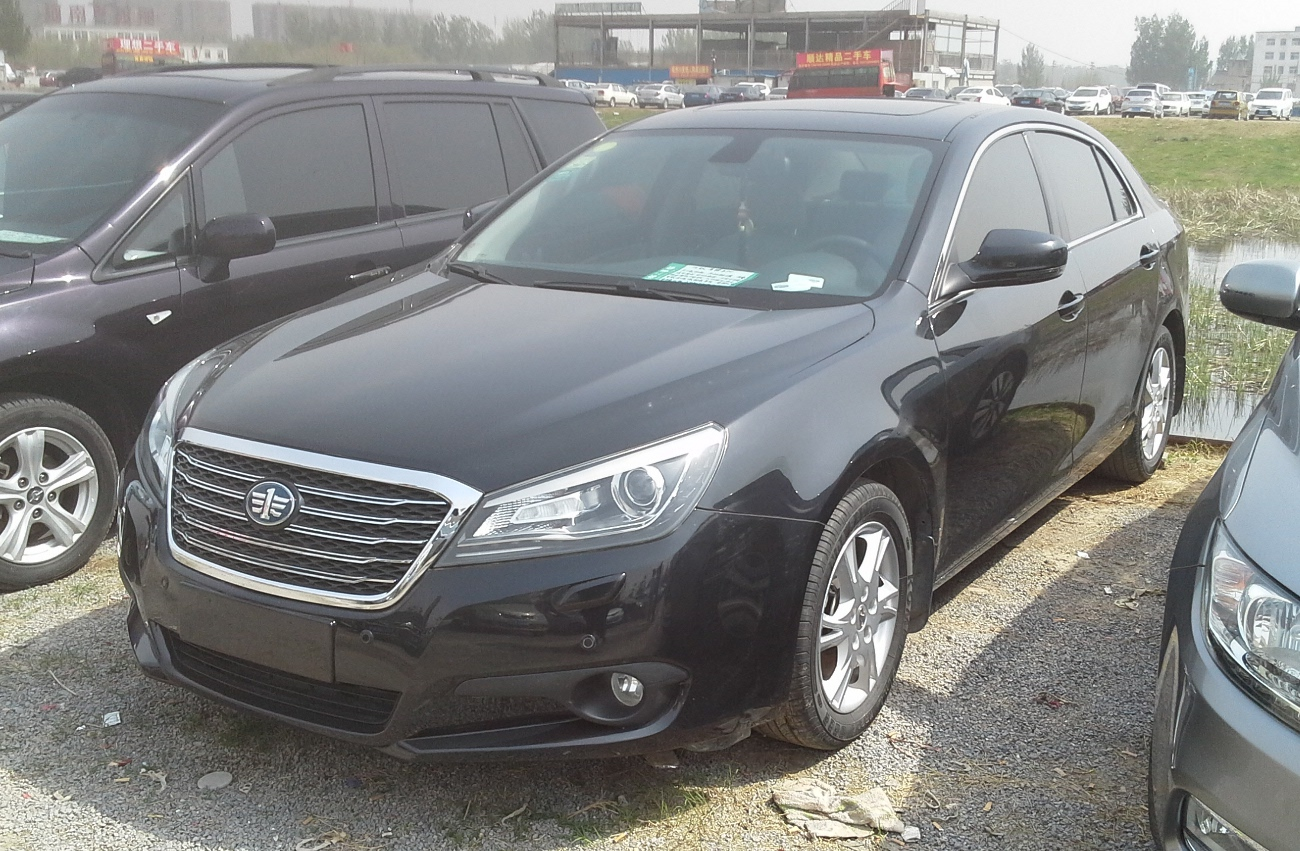
Bestune B90
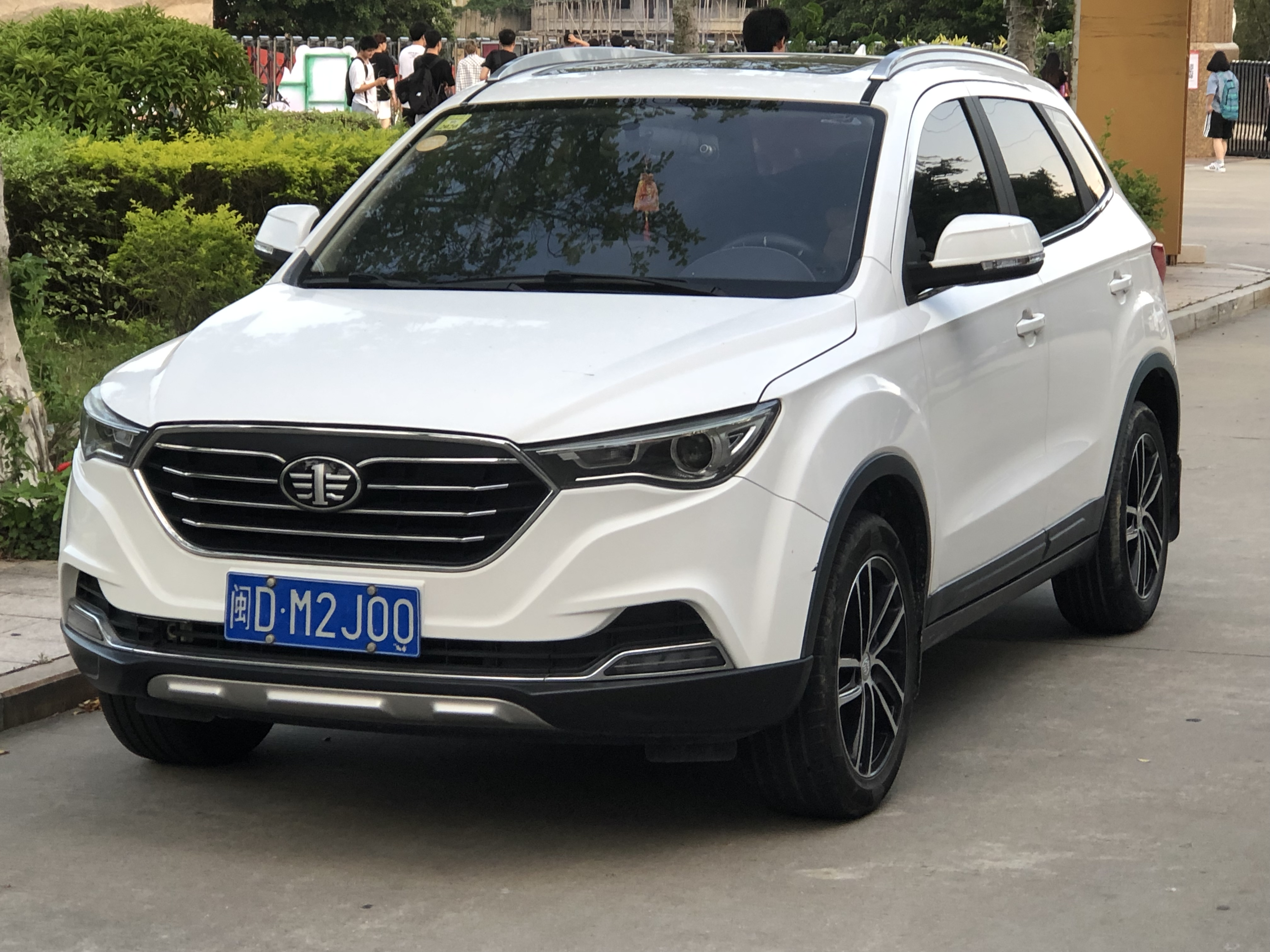
Bestune X40
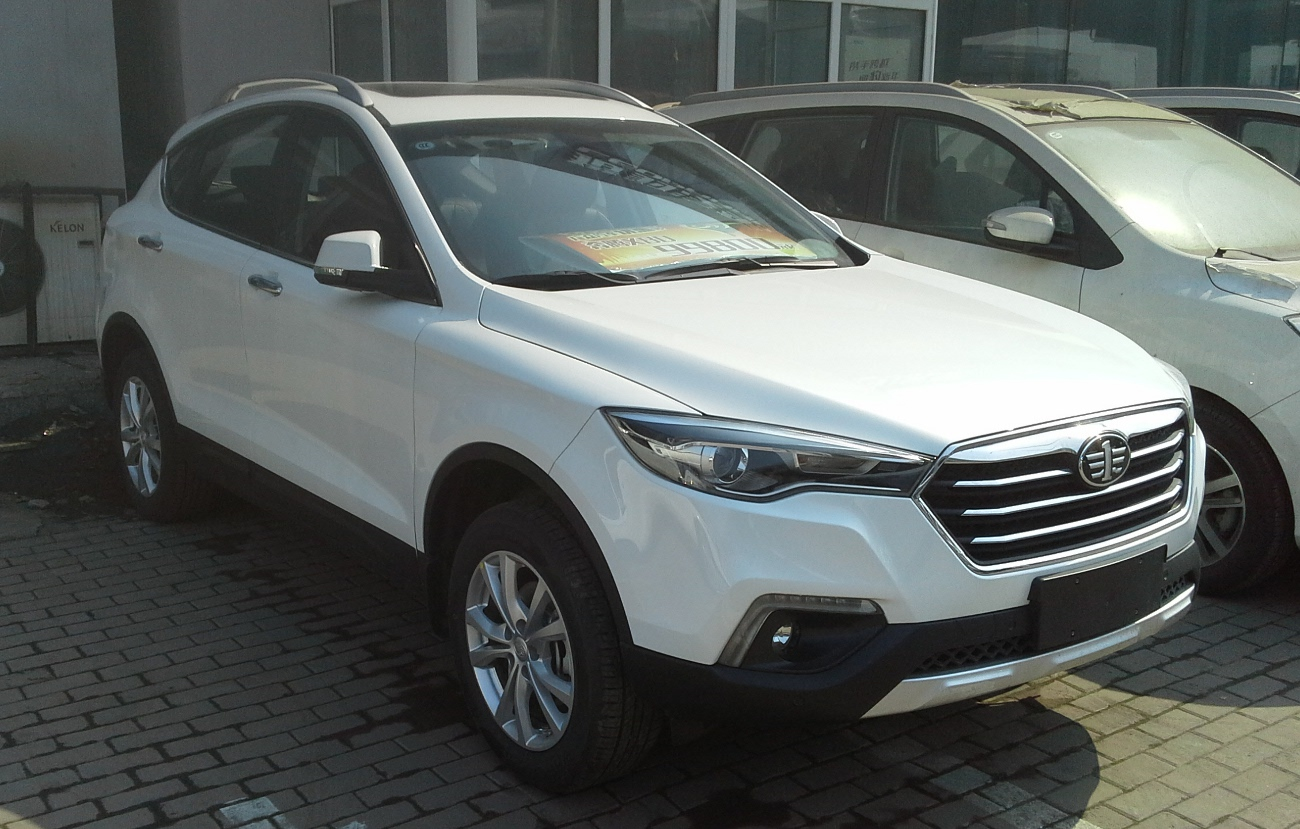
Bestune X80

### Концепт-кары
- Bestune C105 Concept (2019)
- Bestune T99 Concept (2019)
- Bestune B² Concept (2020)
- Bestune Pony Concept (2023)

## Продажи
В 2010 году было продано 134500 единиц Besturn. В 2011—2012 годах популярность бренда, по всей видимости, снизилась.